# Palacio de Ihlamur

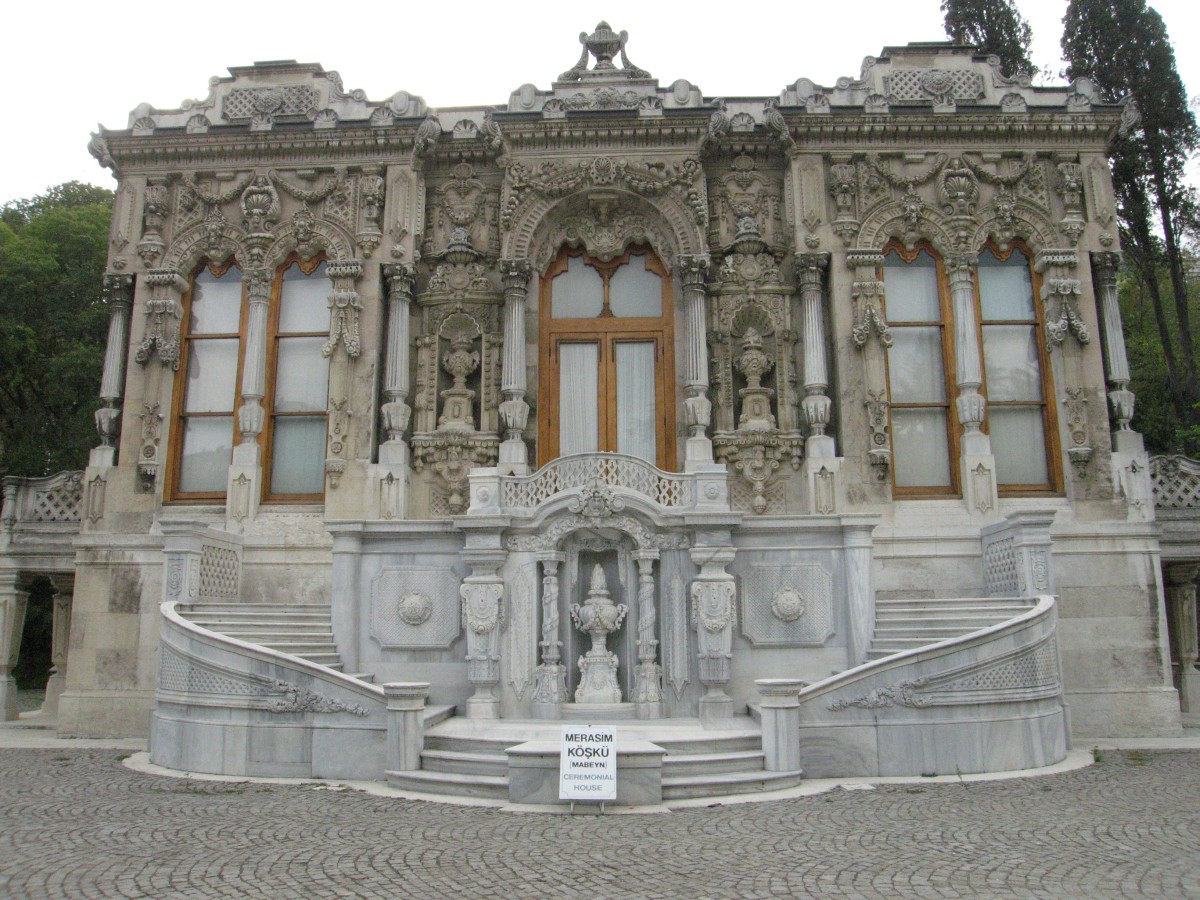
Pabellón de ceremonias.

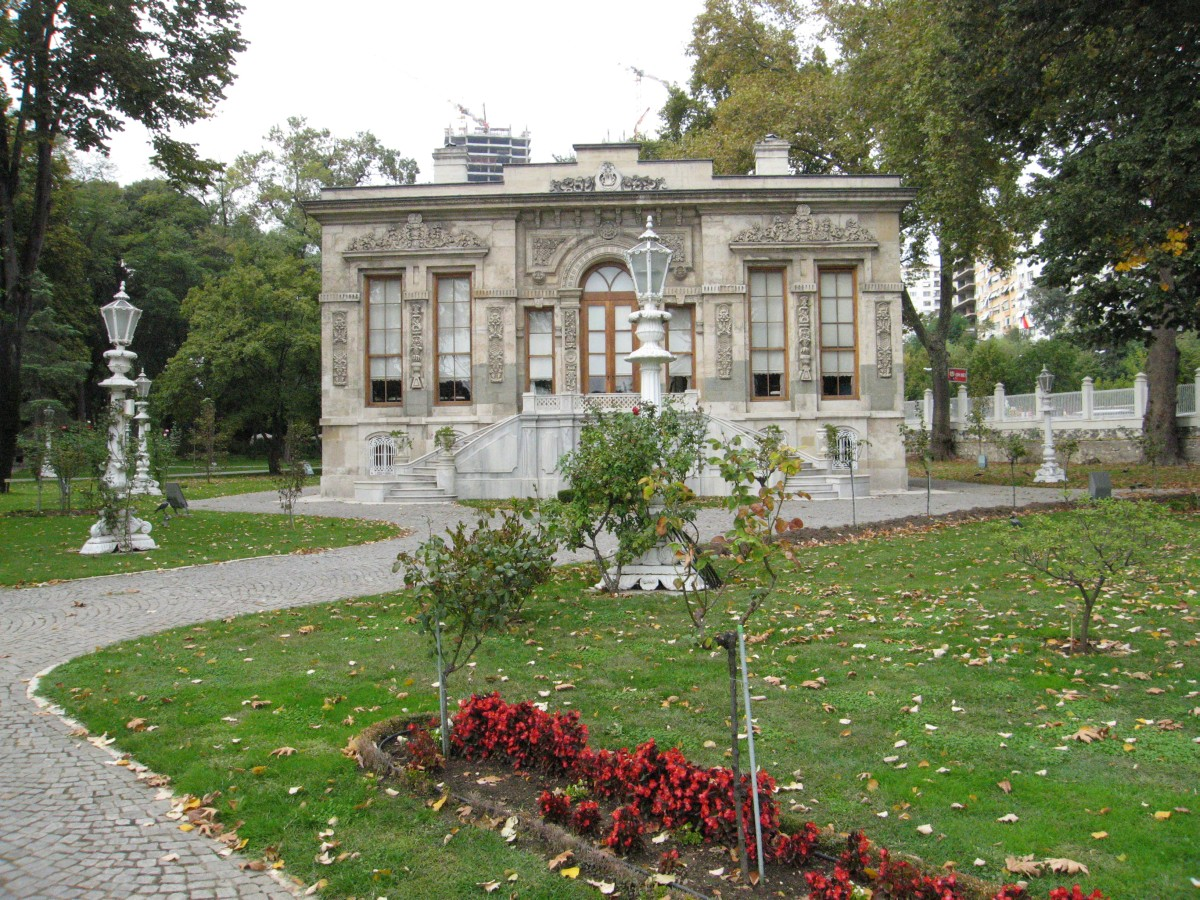
Pabellón de la Corte.

El Palacio de Ihlamur (en turco, Ihlamur Kasrı), es un antiguo palacio de verano otomano situado en Estambul, Turquía. Fue construido durante el sultanato de Abdülmecit I (1839-1860). Actualmente, depende del Departamento Turco de Palacios Nacionales.